# Туаева, Ольга Николаевна

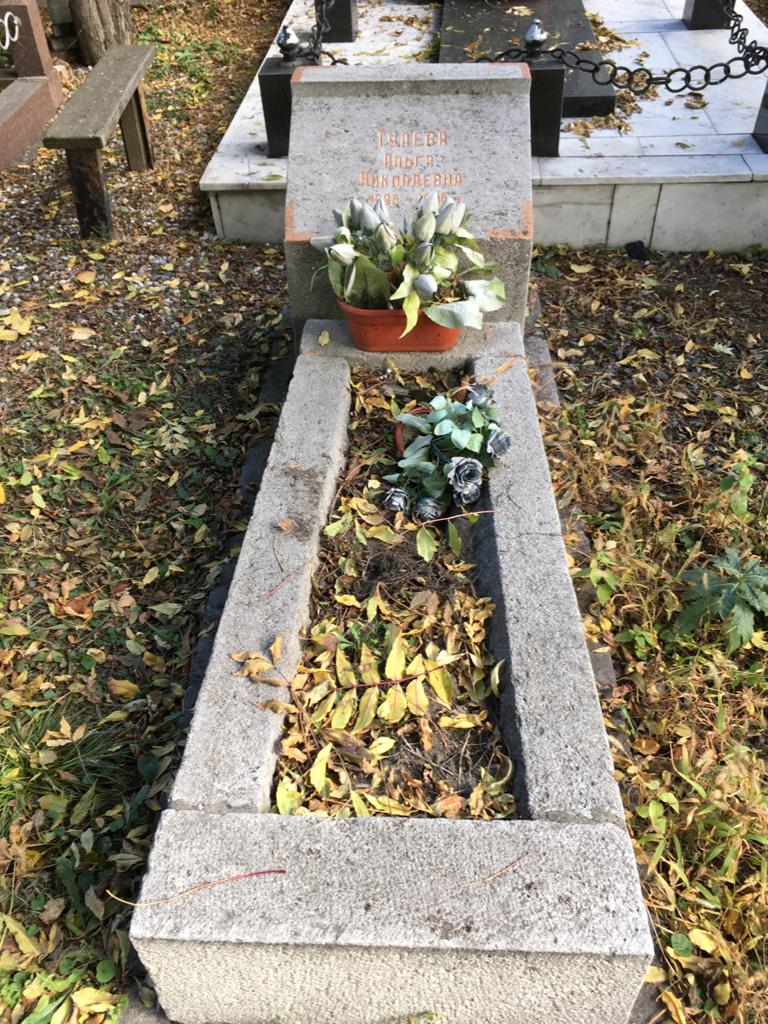
Могила Ольги Туаевой в ограде Осетинской церкви. Памятник культурного наследия федерального значения.

Ольга Николаевна Туаева (осет. Туаты Уæлгъа) — советский хозяйственный, государственный и политический деятель, первая женщина-профессор в Северной Осетии.

## Биография
Родилась в 1886 году в селе Ухати. Член ВКП(б).
С 1905 года — на хозяйственной, общественной и политической работе. В 1905—1952 гг. — учительница начальных классов в сельских и городских школах, учительница в старших классах, преподаватель техникума и партийной школы, преподаватель осетинского языка и методики при кафедре осетинского языка и литературы, доцент, заведующая кафедрой осетинского языка и литературы Осетинского педагогического института, член Президиума Областного профсоюза СОАССР, председатель местного комитета Осетинского педагогического института.
Избиралась депутатом Верховного Совета РСФСР 2-го и 3-го созывов.
Умерла в 1956 году. Похоронена в Некрополе у Осетинской церкви.

## Цитаты
В связи с политической конъюнктурой, на научной конференции СОГПИ по вопросам осетинского языкознания (24–26 декабря 1951 года) выступила с критикой Абаева:
Исходя из указаний И. В. Сталина, необходимо вскрыть все ошибки в области языкознания и, в частности, в области осетинского языкознания, органической части единого советского языкознания. Мы должны вскрыть ошибки В. И. Абаева, «ученика» Марра, который работает в области осетинского языкознания и работам которого присущи основные ошибки Н. Я. Марра.
Также назвала Темирболата Мамсурова «изменником родины»:
Вместе с грубейшими ошибками в области языкознания сотрудниками кафедры осетинского языка и литературы Пединститута допущены грубейшие ошибки и в программе по осетинской литературе. Наши программы по осетинской литературе до последнего времени пропагандировали, приписывая так называемое «творчество», изменника родины Темирболата Мамсурова, некритически освещали различные явления общественной жизни Кавказа и Осетии...

...В хрестоматию для 8 класса по осетинской литературе, составителем которой являюсь я, были внесены «произведения» Мамсурова Темирболата, чем допустила большую ошибку.